# Дублінський регламент

Держави, що застосовують дублінські правила та документи
Дублінський регламент
Угода ЄС — Данія
Держави поза ЄС з угодою про застосування положень документів

Дублінський регламент (англ. Dublin Regulation), регламент № 604/2013 (англ. Regulation No. 604/2013; раніше Регламент Дубліна II або Дублінська конвенція) — регламент Європейського Союзу, що визначає, яка з держав-членів ЄС є відповідальною за розгляд клопотань шукачів притулку, які шукають міжнародного притулку відповідно до Женевської конвенції та директиви ЄС про процес вибору (англ. EU Qualification Directive). 
Дублінський регламент є ключовою частиною Загальноєвропейської системи надання притулку (CEAS). Разом із Регламентом Eurodac, який створює загальноєвропейську базу даних відбитків пальців для несанкціонованих осіб, які в’їжджають до ЄС, Дублінський регламент утворює Дублінську систему. Дублінський регламент спрямований на «швидке визначення держави-члена, відповідальної [за заяву про надання притулку]» і передбачає передачу шукача притулку цій державі-члену.
Одна з головних цілей Дублінського регламенту полягає в тому, щоб запобігти тому, щоб заявник подавав заявки в кількох державах-членах. Інша мета полягає в тому, щоб зменшити кількість «орбітальних» шукачів притулку, яких курсують із держави-члена в державу-член. Держава, у якій шукач притулку вперше подає заяву про надання притулку, несе відповідальність за прийняття або відхилення заяви, і шукач не може перезапускати процес в іншій державі.
У рамках третього етапу CEAS Дублінський регламент має бути замінений Регламентом про надання притулку та міграції (AMMR) у 2024 році.

## Історія
Дублінська система бере початок з прийняття Дублінської конвенції, затвердженої 1 червня 1990 в Дубліні. Однак конвенція набрала чинності тільки 1 вересня 1997 року в Бельгії, Данії, Франції, Німеччині, Греції, Ірландії, Італії, Люксембурзі, Нідерландах, Португалії, Іспанії та Великій Британії. 1 жовтня 1997 року вона набрала чинності в Австрії та Швеції, а 1 січня 1998 року — у Фінляндії. Конвенція пізніше набула юридичної сили для двох держав, що не є членами ЄС (Ісландія, Норвегія).

### Інкорпорація Дублінської угоди до законодавства ЄС
Дублінський регламент II було прийнято 2003 року, замінивши Дублінську конвенцію в усіх державах-членах ЄС, крім Данії, яка відмовилася приймати документ. У 2006 році Данія все-таки підписала Дублін II, і документ набув чинності для країни. Окремим протоколом Данія підписала угоду про застосування Дубліна II з Норвегією та Ісландією в 2006 році. Положення Дубліна II також були подовжені за угодою з державами-нечленами Швейцарією 1 березня 2008 року та Ліхтенштейном. 

### Другий етап Загальноєвропейської системи надання притулку
3 грудня 2008 року Європейська комісія запропонувала внести поправки в Дублінський регламент, створивши нагоду для реформування Дублінської системи. Дублінський регламент III (№ 604/2013) було затверджено в червні 2013 року, замінивши Дублінський регламент II. Він поширюється на всі держави-члени, крім Данії, та базується на тому ж принципі, що й у два попередні, коли перша держава-член, у якої зберігаються відбитки пальців чи в якій подана заява про надання притулку, є відповідальною за прохання особи про надання притулку. Однією з головних цілей Дублінського регламенту є запобігання подачі шукачем заяв у декількох державах-членах. Інша ціль полягає в скороченні кількості шукачів притулку, відповідальність за яких одна держава-член передає на якусь іншу державу-член. Країна, у якій шукач притулку вперше подає клопотання про надання притулку, є відповідальною за схвалення чи відхилення прохання, а подати прохання на надання притулку повторно в цій чи будь-якій іншій державі-члені шукач не може.
У липні 2017 року Суд Справедливости підтримав Дублінський регламент, заявивши, що вона все ще діє, незважаючи на високий приплив у 2015 році, надаючи державам-членам ЄС право передавати мігрантів до першої країни в’їзду до ЄС.
Вихід Сполученого Королівства з Європейського Союзу набув чинности в кінці перехідного періоду Brexit 31 грудня 2020 року, після чого Регламент перестав застосовуватися до Сполученого Королівства.

### Пакт про надання притулку та міграцію
Дублінський регламент має бути замінений Регламентом про управління притулком та міграцією (AMMR) в рамках третього етапу розвитку Загальноєвропейської системи притулку. Рада з питань юстиції та внутрішніх справ досягла домовленості щодо переговорної позиції по відношенню до Європейського парламенту 8 червня 2023 року. Пакт був прийнятий Європейською Радою 14 травня 2024 року і набуде чинности через два роки, з 2026 року. Переглянутий Регламент застосовується до всіх держав-членів ЄС, за винятком тих, які відмовилися від участі в політиці AFSJ: Данії та Ірландії. Згодом, 11 червня 2024 року, Данія повідомила ЄС про те, що вона застосовуватиме зміни, тоді як запит Ірландії на приєднання до змін був офіційно схвалений Комісією в липні 2024 року.
Ключовим моментом Регламенту про надання притулку та управління міграцією є створення нового механізму солідарності між державами-членами. Солідарність може проявлятися у формі переселення мігрантів, фінансових внесків, розгортання персоналу або заходів, спрямованих на розбудову потенціалу. Солідарність буде обов'язковою для держав-членів, але форма солідарності залишається на розсуд самих держав-членів. Натомість за кожне переселення держави-члени можуть зробити фінансовий внесок у розмірі €20,000. Оновлені правила солідарності поєднують обов'язкову солідарність для допомоги державам-членам, які стикаються зі значним напливом мігрантів, з адаптованими варіантами внесків. Ці внески держав-членів можуть включати переселення осіб, фінансову підтримку або, за погодженням з державою-реципієнтом, альтернативні заходи солідарності (наприклад, надання прикордонного персоналу або допомога у створенні центрів прийому).

## Критика
За даними Європейської ради з питань біженців (ECRE) та Управління Верховного комісара ООН у справах біженців нинішня система не забезпечує справедливий та ефективний захист. У 2008 році біженці, переміщені за Дубліном II, не завжди мали доступ до процедури надання притулку.
Усупереч положенням Дубліна III, у шукача притулку нема зобов'язань клопотати про надання притулку в першій країні ЄС, у яку він в'їхав. Уряди країн не зобов'язані направляти шукачів притулку в першу країну в'їзду; у положеннях прямо зазначається, що будь-який член ЄС може взяти на себе відповідальність за розгляд прохання про надання притулку. Наприклад, 24 серпня 2015 року Німеччина вирішила використати «положення про суверенітет», добровільно взявши на себе відповідальність за опрацювання прохань про надання притулку громадян Сирії, при цьому не маючи жодних зобов'язань для цього відповідно до критеріїв Регламенту (у випадках коли громадяни Сирії вперше в'їхали не в Німеччину, але просять притулку в Німеччині). 2 вересня 2015 року у Чехії також дозволили опрацювання прохань сирійських біженців, які вже подали прохання про надання притулку в інших країнах ЄС та які перебувають у Чехії.
Такі держави, як Угорщина, Словаччина та Польща, також офіційно заявили про своє неприйняття будь-якого можливого перегляду або розширення Дублінського регламенту, особливо посилаючись на можливе запровадження нових обов’язкових або постійних квот для заходів солідарности.
У квітні 2018 року на відкритому засіданні Комітету внутрішніх справ німецького Бундестагу експерт-свідок Кей Хайлброннер запитала про майбутню європейську систему надання притулку та описала поточний стан Дублінського регламенту як нефункціональний. Гайлброннер підсумував, що після досягнення ЄС поїздка до бажаного пункту призначення, де є найкращі шанси отримати повний статус біженця та очікуються кращі умови життя, є звичайною практикою. Санкцій за такі поїздки практично не було. Навіть якщо вже депортований, можна організувати повернення до бажаної країни.
У 2019 році країни-члени Європейського Союзу (ЄС) надіслали 142 494 вихідних запити на передачу відповідальності за розгляд заяви про надання притулку та ефективно реалізували 23 737 вихідних передач іншим державам-членам. Найбільшу кількість вихідних запитів за Дублінською процедурою надіслали Німеччина (48 844), Франція (48 321), кожна з яких становить близько третини загальної кількості вихідних запитів, зареєстрованих у 2019 році. За ними йдуть Бельгія (11 882) і Нідерланди (9 267). Ці чотири держави-члени разом надіслали понад чотири п’ятих (83%) усіх вихідних запитів у 2019 році.
У вересні 2024 року, коли приблизно 242 000 мігрантів були змушені покинути країну, уряд Німеччини оголосив про відновлення прикордонного контролю з європейськими сусідами, намагаючись повернути нових прибулих. У цьому контексті Натан Гіверзев описав постанову «Дублін III» як «нефункціональну» — мігрантів, які прибувають до Європи, зазвичай не реєструють у тій країні, до якої вони прибули першою, а їх просто махають рукою до Німеччини. І без попередньої реєстрації вони не підлягають поверненню.  Зі 128 000 мігрантів, спійманих німецькою поліцією біля кордонів у 2023 році, лише 7,9% були зареєстровані раніше в іншому європейському окрузі, а відбитки пальців решти не вдалося знайти в базі даних Eurodac.